# 刺襞蛤
，是莺蛤目猫爪蛤科Spiniplicatula属的一种。主要分布于中国大陆、台湾，常栖息在潮下带30－195米泥质沙的浅海底，以右壳固着于岩石或珊瑚礁上。